# 南路竹站
南路竹站位於高雄市路竹區，為高雄捷運紅線（岡山路竹延伸線）的捷運車站。本站在計劃初期被稱為東豐站且為岡山路竹延伸線終點站，後市府決定再向北增設一站至路竹市區，故此站更名為南路竹站。

## 車站概要
車站代碼為RK6。站區位於路竹工商綜合區大門口處。

## 車站構造
高架車站，兩座側式月台，兩個出入口。